# كربونات البيريليوم
كربونات البيريليوم هو مركب كيميائي صيغته الكيميائية BeCO3.

## التحضير
يوجد كربونات البيريليوم في الطبيعة على شكل معدن نيفولانيت Niveolanite، وذلك بشكل مزيج مع الصوديوم والهيدروكسيد بالصيغة التالية: NaBe(CO3)(OH)·2H2O.
يحصل على الشكل المائي رباعي الهيدرات من تفاعل ثنائي أكسيد الكربون مع محلول مائي من هيدروكسيد البيريليوم. عند إضافة كربونات الصوديوم إلى محلول ملحي للبيريليوم وبتمرير غاز ثنائي أكسيد الكربون في الوسط، يتشكل لدينا أكسي كربونات البيريليوم، والتي هي عبارة عن مزيج من كربونات وأكسيد البيريليوم.
يحصل على الشكل اللامائي من إجراء عملية توهيج لأكسيد البيريليوم في تيار من ثنائي أكسيد الكريون عند 1000 °س.
{\displaystyle \mathrm {BeO\ +\ CO_{2}\ \longrightarrow \ BeCO_{3}} }
تتشكل كربونات البيريليوم القاعدية Be2CO3(OH)2، والتي تحوي كل من الكربونات والهيدروكسيد، وذلك من تفاعل كبريتات البيريليوم مع كربونات الأمونيوم.

## الخواص
إن كربونات البيريليوم عبارة عن مادة صلبة صعبة الانحلالية في الماء. يعطي هذا المركب ثنائي أكسيد الكربون بسهولة نسبية متحولاً إلى أكسيد البيريليوم، لذلك فإنه يوجد على شكل كربونات فقط تحت جو من CO2:
{\displaystyle \mathrm {BeCO_{3}\longrightarrow BeO+CO_{2}} }
يمكن الحصول على محاليل مائية من المركب وذلك على شكل كربونات قاعدية.

## الاستخدامات
يتشكل كربونات البيريليوم كمركب وساطي أثناء إنتاج فلز البيريليوم من خاماته.

## احتياطات الأمان
إن البيريليوم ومركباته الكيميائية هي مواد سامّة ومسرطنة، حيث يمكن أن تسبب مرض التسمم بالبيريليوم. لذا ينبغي أخذ الحيطة والحذر عند التعامل مع هذه المركبات.